# 김미루
김미루(Miru Kim, 1981년 ~ )는 예술가이자 사진 작가, 일러스트레이터, 예술 행사 코디네이터이다.
그는 김용옥과 최영애의 딸로, 미국 매사추세츠주 스톤험에서 태어나, 대한민국 서울에서 자랐다. 그는 1995년 매사추세츠 주로 돌아가서 앤도버에 있는 필립스 아카데미를 다니고, 1999년 뉴욕 시로 이주해 컬럼비아 대학교를 다녔다. 종교는 로마 가톨릭이다.